# Kålmolke
Kålmolke (Sonchus oleraceus) är en korgblommig växt med gula blommor. Den kallas även mjölktistel.

## Beskrivning
Kålmolke är en ganska stor, mjuk och saftig, matt blågrön ört, vanlig som ogräs på odlad mark. Den är ettårig (sommarannuell) och blommar först under eftersommaren och hösten. Bladen är lyrformigt flikiga. Bland övriga kännetecken kan nämnas den kägellika holken och den blekgula blomfärgen. Den rikliga mjölkartade saften motiverar det alternativa namnet mjölktistel. 

## Utbredning
Den är vanlig i de södra delarna av Europa och ett bälte i nordvästra Afrika. Arten förekommer numera allmänt även i stora delar av USA, men är inte ursprunglig där. Utbredningskartor finns i Den virtuella floran (se "Externa länkar" nedan.)

## Etymologi
Sonchus är en latinisering av sonchos, släktets namn på klassisk grekiska. Detta tros ha ursprung i grekiska orden soos = säker, trygg och echein = att ha. Sonchos skulle alltså kunna tolkas ungefärligen som "bra att ha" med anledning av den hälsosamma saften.
Oleracaeus kan härledas från latin olus, som betyder grönsak.
Kålmolke och kålmjölktistel syftar på att växten är ätlig såsom kål.

## Användning
Bladen är ätliga, och kan förtäras som de är eller stuvade på samma sätt som spenat.

## Synonymer

### Svenska synonymer[4]
- (kål)mjölktistel i Götaland och Svealand (kan även avse den snarlika Sonchus asper, svinmolke samt åkertistel, Sonchus arvensis.)
- melkenatistel i Skåne
- lentiste i Närke
- tiste i Södermanland.

### Vetenskapliga synonymer
Sonchus ciliatus Lam.
Sonchus lacerus Willd.
Sonchus royleanus DC.
Sonchus subbipinnatifidus (Guss.) Zenari
Sonchus ciliatus var. subbipinnatifidus Guss.